# Ела да вечеряш с мен
Ела да вечеряш с мен (на английски: Come Dine With Me) е кулинарна реалити програма, създадена от британския Канал 4. Българската версия беше излъчена по Нова телевизия.
В Британския канал има два вида програмен формат: в някои от сезоните петима от желаещите да готвят участват в епизоди от по около 25 минути, а в други сезони четирима от тях участват за около 50 минути. Всеки път когато някой от тях е домакин в дома си, той (или тя) приготвя храна за другите. След като гостуването приключи, гостите дават оценки на домакина, без да знаят какви оценки са дали останалите. Оценяването е от 1 до 10. Който получи най-високата средно-аритметична оценка той е победителят. Програмата е съпроводена от комично повествование, което отговаря на случващото се в програмата.
Сезони 5, 8, 12 и 28 са повторения на епизоди от предишни сезони.
Сезони 16 – 19, 23 и 33 Това са сезони с една глава, специална глава, посветена на определена тема (в повечето сезони темата се променя).